# Si cette planète vous tient à cœur
Pour plus de détails, voir Fiche technique et Distribution.
Si cette planète vous tient à cœur (titre original: If You Love This Planet) est un court métrage documentaire canadien réalisé par Terri Nash et sorti en 1982.
Il a remporté l'Oscar du meilleur court métrage documentaire en 1983.
Il a été catalogué comme propagande politique par l'administration américaine de Ronald Reagan et interdit de projection aux États-Unis.

## Synopsis
Le film est centré sur un cours du Dr. Helen Caldicott, une fervente opposante aux armes nucléaires. Elle expose les effets concrets de l'explosion d'une bombe de 20 mégatonnes au-dessus d'une région peuplée.

## Fiche technique
- Titre original : If You Love This Planet
- Réalisation : Terri Nash
- Producteurs : Edward Le Lorrain et Kathleen Shannon
- Production :  Office national du film du Canada
- Images : André-Luc Dupont, Susan Trow, Don Virgo
- Lieu de tournage :  State University of New York, Plattsburgh, New York
- Musique : Karl du Plessis
- Durée : 26 minutes
- Date de sortie : octobre 1982 (Festival du film de Chicago)

## Nominations et récompenses
- Prix spécial du Conseil mondial de la paix au festival international du documentaire et du court-métrage de Leipzig
- Certificat de mérite du Yorkton Short Film Festival
- Oscar du meilleur court métrage documentaire en 1983